# Otair Becker
Otair Becker (Itaiópolis, 30 de novembro de 1934 — Blumenau, 12 de setembro de 2013) foi um político brasileiro.

## Vida
Filho de Hugo Becker e de Marta Becker.

## Carreira
Foi prefeito municipal de São Bento do Sul, de 1966 a 1970. Eleito 1º suplente do senador Antônio Carlos Konder Reis, assumiu o mandato em 1975 em virtude da renúncia do titular, que foi eleito para o cargo de governador do estado, exercendo o mandato até janeiro de 1979.
Foi deputado à Assembleia Legislativa de Santa Catarina na 10ª legislatura (1983 — 1987), eleito pelo Partido Democrático Social (PDS).
Presidiu a SC GÁS de 2003 a 2006, no primeiro governo de Luiz Henrique da Silveira.
Foi presidente da Associação Empresarial de São Bento do Sul de 1962 a 1967.